# Palaeodictyopteroidea
Los paleodictiopteroideos (Palaeodictyopteroidea) o Paleodictyopterida son un superorden extinto de insectos del Paleozoico, caracterizados por unas piezas bucales exclusivas consistentes en cinco estiletes. Son el primer grupo importante de insectos herbívoros y también los primeros herbívoros terrestres de importancia. Aparecieron durante el Carbonífero Medio (Serpukhoviano Tardío o Bashkiriense Temprano, continuando a través del Pérmico Superior). Este vasto y diverso grupo incluye el 50% de todos los insectos conocidos del Paleozoico.
Algunos autores lo llaman Dictyoneuridea.